# Édouard Fiers
Pour les articles homonymes, voir Édouard et Fiers.
Édouard Fiers est un sculpteur belge né à Ypres le 22 août 1822 et décédé à Schaerbeek le 22 décembre 1894.
Il est l'auteur, avec Pierre Dunion, de la fontaine de Brouckère, érigée en 1866 Porte de Namur, à Bruxelles, en hommage à l'ancien bourgmestre Charles de Brouckère.
La commune de Schaerbeek a donné son nom à une rue.

## Sources
- Michel Hainaut & Philippe Bovy, À la découverte de l'histoire d'Ixelles : Porte de Namur, Ixelles, avril 2000, 16 p. (www.elsene.irisnet.be)